# تالاب کمجان
تالاب بین‌المللی کمجان از جمله تالاب‌های مهم کشور است و در نخستین کنوانسیون بین‌المللی تالاب‌ها در رامسر ثبت و به تأیید رسیده است. این تالاب طی هزاره‌ها در مسیر کوچ پرندگان مهاجر قرار داشت و طبق نظر مجامع جهانی و زیست‌محیطی، یک درصد از پرندگان خاورمیانه را در خود جای می‌داد. تالاب بین‌المللی کمجان با حدود ۴ هزار هکتار مساحت، در فاصله ۱۲۰ کیلومتری شمال شرق شیراز در روستای کمجان از توابع بخش کربال شهرستان خرامه واقع شده‌است.

## محیط زیست
مطابق آخرین گونه‌شناسی صورت گرفته، بالغ بر ۱۰۰ گونه پرنده آبزی، کنارآبزی، مهاجر، بومی و نیمه‌مهاجر در حوزه این تالاب توسط سرمحیطبانی شهرستان خرامه شناسایی شدند. به گفته بومیان محلی بخش کربال و به خصوص روستاییان کمجان در کناره‌های تالاب، آهو، گوزن، بز کوهی، گراز، کفتار و گونه‌هایی از گربه‌های وحشی بزرگ‌جثه و کوچک مانند روباه و شغال به وفور مشاهده می‌شود.
در این تالاب گونه‌های متنوعی از گیاهان تالابی و مردابی از جمله نی، لوئی، شوره، درمنه و غیره وجود دارد، که در بعضی نقاط ارتفاع آن‌ها به شش الی هشت متر می‌رسد.